# Somanniathelphusa huaanensis
Somanniathelphusa huaanensis is een krabbensoort uit de familie van de Gecarcinucidae. De wetenschappelijke naam van de soort is voor het eerst geldig gepubliceerd in 1997 door Naiyanetr & Dai.